# Miss A
Miss A (en hangul, 미쓰에이; estilizado como miss A) fue un grupo de chicas surcoreano formado por JYP Entertainment en 2010. El nombre del grupo significa «Señorita Asia» y también por «A Class». El grupo consistía de 4 miembros: Fei, Suzy, Min y Jia, hasta la separación oficial el 27 de diciembre de 2017.

## Historia

### Predebut: Primeras actividades en China
Originalmente, el grupo consistía de cinco aprendices quienes fueron formadas por JYP Entertainment en 2010. Mientras estaba en formación, el grupo viajó a China donde aparecieron en numerosos programas de variedades donde realizaban rutinas de baile y canciones para mostrarse al público chino. Como el grupo no tenía nombre oficial, eran conocidas por el público chino como JYP Sisters y las «Wonder Girls chinas». Sin embargo, el grupo pasó por varios cambios durante ese período; la retirada de dos miembros y más notablemente la salida de la miembro Lim que fue re-agrupada para unirse a Wonder Girls.
En marzo de 2010, Bae Suzy, de quince años de edad, se unió al grupo y el trío se conoció como Miss A. Suzy ha trabajado anteriormente como modelo para tiendas en línea. El grupo comenzó sus primeras actividades promocionales oficiales en China como grupo al firmar en Samsung Electronics en China. El grupo lanzó una canción usada para el comercial llamada «Love Again» para Samsung Beat Festival. La canción fue escrita por el compositor coreano Super Changddai, y el vídeo musical fue dirigido por Hong Won Ki. Lee Min Young, una artista en solitario y aprendiz en América, también hizo una aparición en el vídeo musical. Había audicionado cuando estaba en sexto grado, y viajó a los Estados Unidos, donde se entrenó durante seis años. Regresó en 2008 para continuar las actividades en Corea. Durante su tiempo en Nueva York, estudió en Repertory Company High School en Manhattan. Más tarde se anunció que se uniría al grupo bajo su nombre artístico, Min, para su debut en Corea del Sur en abril.

### 2010─2011: Debut,A Classy debut chino
Miss A hizo su debut oficial en Corea del Sur como un grupo de cuatro miembros el 1 de julio con el sencillo «Bad Girl Good Girl». La canción es parte del álbum Bad But Good. Miss A recibió el primer lugar en el Music Bank de KBS, convirtiéndose en el primer grupo femenino en alcanzar el primer lugar rápidamente en un programa musical.

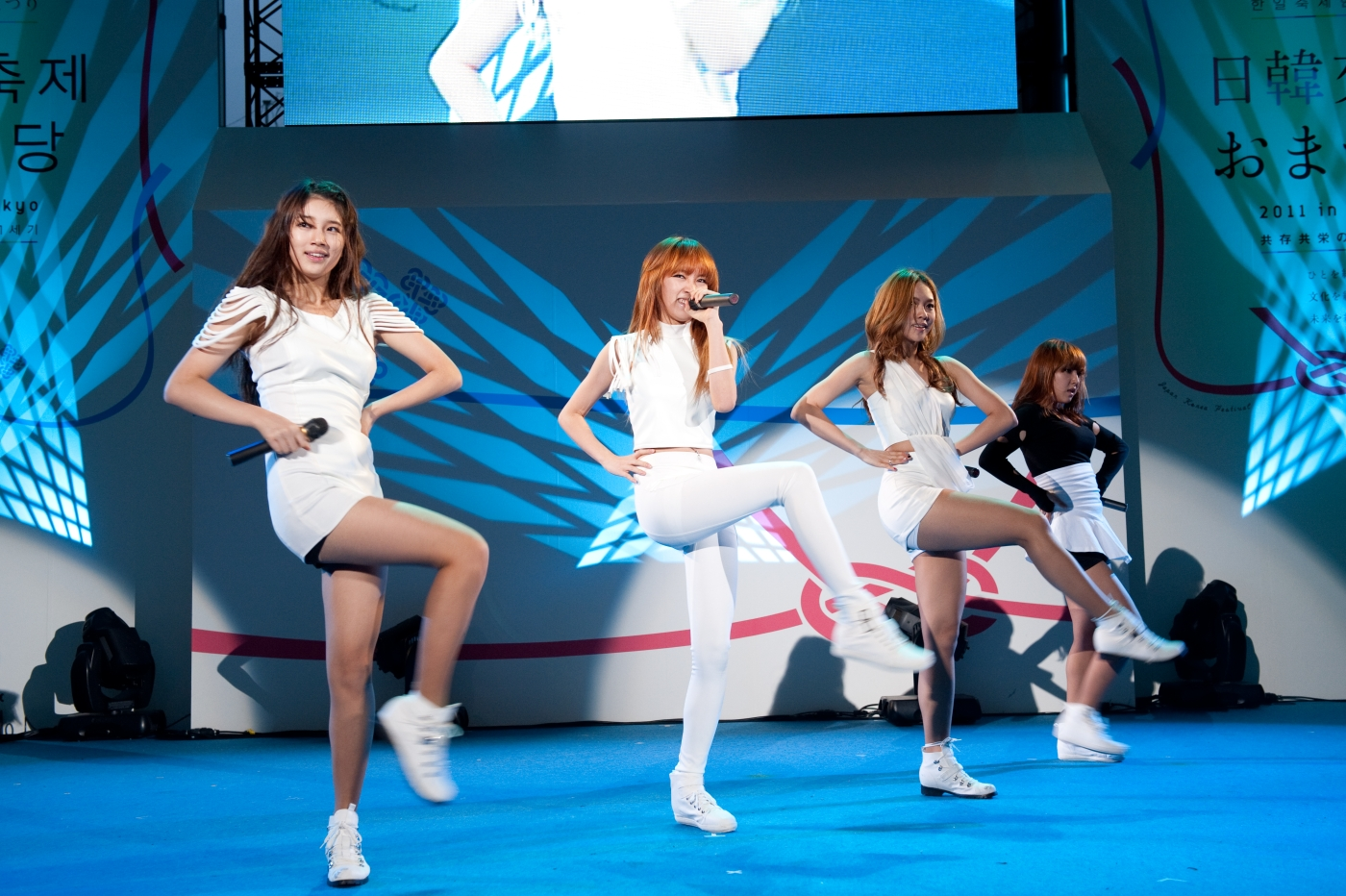
Miss A en 2011

El grupo también consiguió el primer lugar en el programa Inkigayo de SBS. El 1 de agosto de 2010, Miss A recibió su primer mutizen en M! Countdown de Mnet. La canción se mantuvo como la canción número uno por cuatro semanas consecutivas, rompiendo el récord anterior establecido por Girls' Generation. El grupo más tarde hizo su regreso con su segundo miniálbum titulado Step Up el 26 de septiembre. El grupo promovió «Breathe» como sencillo principal para el álbum y mostró una «transformación de muñeca exótica» que era completamente diferente al de su álbum debut. El grupo recibió el primer lugar en M! Countdown en la última semana de octubre.
En mayo de 2011, Miss A lanzó «Love Alone», un sencillo de su álbum sin publicar A Class. «Love Alone» fue usado como una canción promocional para la actuación de hielo de Kim Yuna, y Miss A interpretó la canción en la apertura de All That Skate Spring 2011. Miss A anunció su regreso con su primer álbum completo llamado A Class, que fue lanzado digitalmente el 18 de julio de 2011. A Class consiste en una mezcla de éxitos previamente lanzados y cuatro nuevas canciones, incluyendo el sencillo «Good Bye, Baby». El álbum tiene trece canciones. Ellas comenzaron a promover «Good Bye, Baby» el 21 de julio de 2011 en M! Countdown, seguido por el Music Bank, Show! Music Core e Inkigayo. En la semana siguiente de las promociones, ganaron todos los premios de los espectáculos.
El 30 de septiembre del mismo año, Miss A debutó en China con el lanzamiento de una edición especial de su primer álbum completo, que contiene un DVD con vídeos musicales, así como versiones en chino de «Bad Girl Good Girl», «Breathe», «Good Bye, Baby» y «Love Again». Después del lanzamiento del álbum chino, se posicionó en la tercera posición de G-Music de Taiwán.

### 2012:TouchyIndependent Women Part III

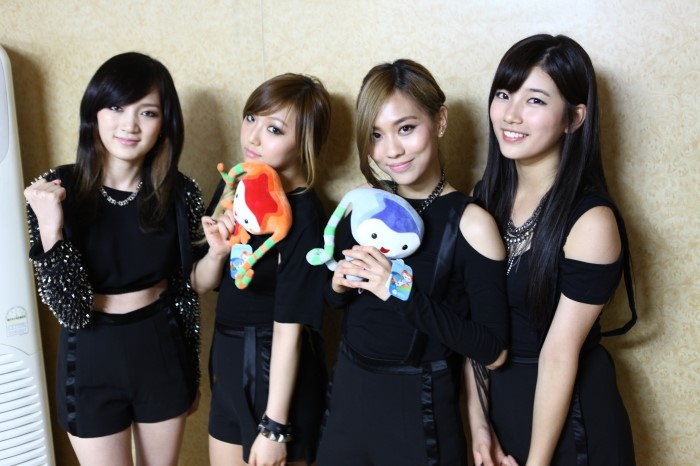
Miss A en 2012

Miss A anunció su regreso a Corea con un EP llamado Touch, lanzado el 20 de febrero de 2012. El 19 de febrero de 2012, el vídeo musical fue subido a YouTube a través del canal oficial de Miss A y ganó más de un millón de vistas en un día.
Touch, tanto la canción como el álbum, alcanzó el puesto número dos en las listas de Gaon Chart Digital Singles y álbumes físicos para la cuarta semana de febrero.
Miss A empezó sus promociones para Touch el 23 de febrero en M! Countdown y en otros programas de música, respectivamente. El 29 de febrero, Miss A ganó en Show Champion con la canción «Touch». El 1 de marzo, Touch también fue número uno en M! Countdown. El 4 de marzo ganaron un mutizen en Inkigayo con Touch. El 7 de marzo, Miss A ganó Music on Top de jTBC.
El 22 de marzo, el sitio de intercambio de vídeos chino YinYueTai reveló el vídeo musical chino de Miss A para «Touch». El 23 de marzo, el grupo lanzó una versión china del álbum Touch en Hong Kong y Taiwán. Este álbum contiene la versión coreana y china de «Touch» y también los vídeos musicales bajo la versión de DVD. Después del lanzamiento, «Touch» inmediatamente superó las listas musicales en línea de China.
El grupo terminó sus promociones para el álbum interpretando «Over U», otra canción del álbum, en cada programa de música durante su última semana.
El 8 de octubre de 2012, Miss A anunció su regreso con su quinto álbum de titulado Independent Women Pt.III. El álbum fue lanzado el 15 de octubre. El 16 de octubre, Miss A estuvo involucrado en un accidente automovilístico. Fueron llevados a un hospital, y continuaron sus horarios con solo unas pocas horas de retraso. Empezaron sus promociones para «I Don't Need a Man» el 18 de octubre.

### 2013─2017:Hush,Colorsy separación

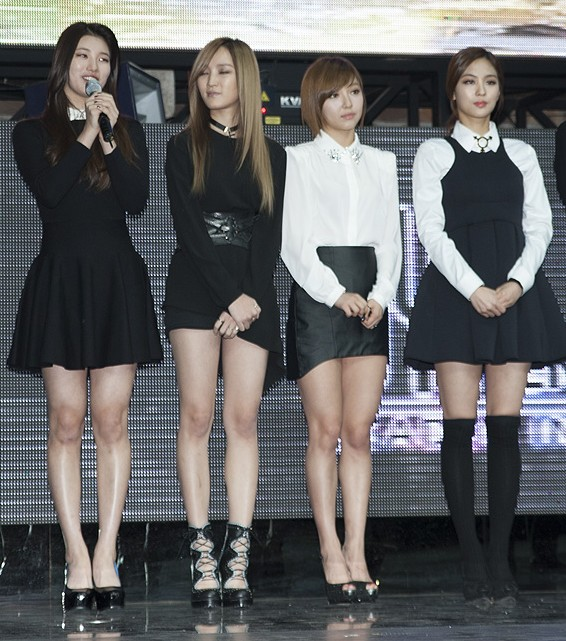
Miss A el 19 de noviembre de 2013

El 29 de octubre de 2013, se confirmó que Miss A hará su regreso más de un año después de las promociones «I Don't Need a Man» con su segundo álbum de estudio de larga duración, Hush. La canción principal fue compuesta por el famoso dúo compositor, E-Tribe, en lugar J.Y. Park. Ellas realizaron su primera regreso al escenario el 7 de noviembre en M! Countdown y se llevaron el primer premio en el episodio del 17 de noviembre de Inkigayo, el episodio del 21 de noviembre de M! Countdown, así como el episodio del 22 de noviembre de Music Bank. Debido a la transmisión de los Mnet Asian Music Awards de 2013, no hubo episodio del 21 de noviembre de M! Countdown, pero Miss A aun así ganó el primer lugar para esa semana del programa. Terminaron las promociones de «Hush» en Corea en el episodio del 8 de diciembre de Inkigayo e inmediatamente después comenzaron sus promociones para su segundo álbum en China. En diciembre, JYP Entertainment se separó de la sub-compañía AQ Entertainment que estaba a cargo de manejar a Miss A así como su compañera de compañía Baek A Yeon. La banda es ahora administrada por JYP Entertainment. 
Más de un año después de su lanzamiento de 2013, Miss A lanzó su álbum Colors el 30 de marzo de 2015. Esto fue acompañado por un programa de telerrealidad, Real Miss A.  El vídeo musical para el sencillo «Only You», ganó más de dos millones de visitas en YouTube en 24 horas.
El 20 de mayo de 2016, JYP Entertainment declaró que Jia había dejado el grupo debido a que su contrato con la empresa expiró y que las demás miembros se centrarían en su carrera en solitario.
En noviembre de 2017, se informó que Min también se había separado del grupo ya que su contrato con JYP Entertainment había llegado a su fin.
El 27 de diciembre de 2017, JYP confirmó que el grupo se había disuelto.

## Miembros
| Exintegrantes    | Exintegrantes    | Exintegrantes        | Exintegrantes        | Exintegrantes                   | Exintegrantes          | Exintegrantes                                   |
| Nombre artístico | Nombre artístico | Nombre de nacimiento | Nombre de nacimiento | Fecha de nacimiento             | Lugar de nacimiento    | Posición                                        |
| Romanización     | Hangul           | Romanización         | Hangul/Hanja         | Fecha de nacimiento             | Lugar de nacimiento    | Posición                                        |
| ---------------- | ---------------- | -------------------- | -------------------- | ------------------------------- | ---------------------- | ----------------------------------------------- |
| Fei              | 페이             | Wang Fēifēi          | 王 霏霏              | 27 de abril de 1987 (38 años)   | Haikou, Hainan, China  | Vocalista y bailarina                           |
| Jia              | 지아             | Mèng Jia             | 孟佳                 | 3 de febrero de 1989 (36 años)  | Loudi, Hunan, China    | Vocalista, rapera principal y bailarina         |
| Min              | 민               | Lee Min-Young        | 이민영               | 21 de junio de 1991 (34 años)   | Seúl, Corea del Sur    | Vocalista, segunda rapera y bailarina principal |
| Suzy             | 수지             | Bae Suzy             | 배수지               | 10 de octubre de 1994 (30 años) | Gwangju, Corea del Sur | Vocalista, bailarina y visual                   |

## Discografía
Álbumes de estudio
- 2011: A Class
- 2013: Hush

EP
- 2010: Bad But Good
- 2010: Step Up
- 2012: Independent Women Part III
- 2012: Touch
- 2015: Colors

## Premios y nominaciones
Estuvieron nominadas a varios premios pero el más destacado es el sencillo "Bad Girl Good Girl" que ganó "Song of the Year" en los Mnet Asian Music Awards en 2010, siendo el único debut en ganar esa categoría hasta la fecha.